# بيتر أودونيل
بيتر أودونيل (بالإنجليزية: Peter O'Donnell)‏‏ (11 أبريل 1920 - 3 مايو 2010 في برايتون) كاتب سيناريو، وروائي، وكاتب من المملكة المتحدة.

## روابط خارجية
- بيتر أودونيل على موقع IMDb (الإنجليزية)
- بيتر أودونيل على موقع قاعدة بيانات الفيلم (الإنجليزية)